# Laila Gohar

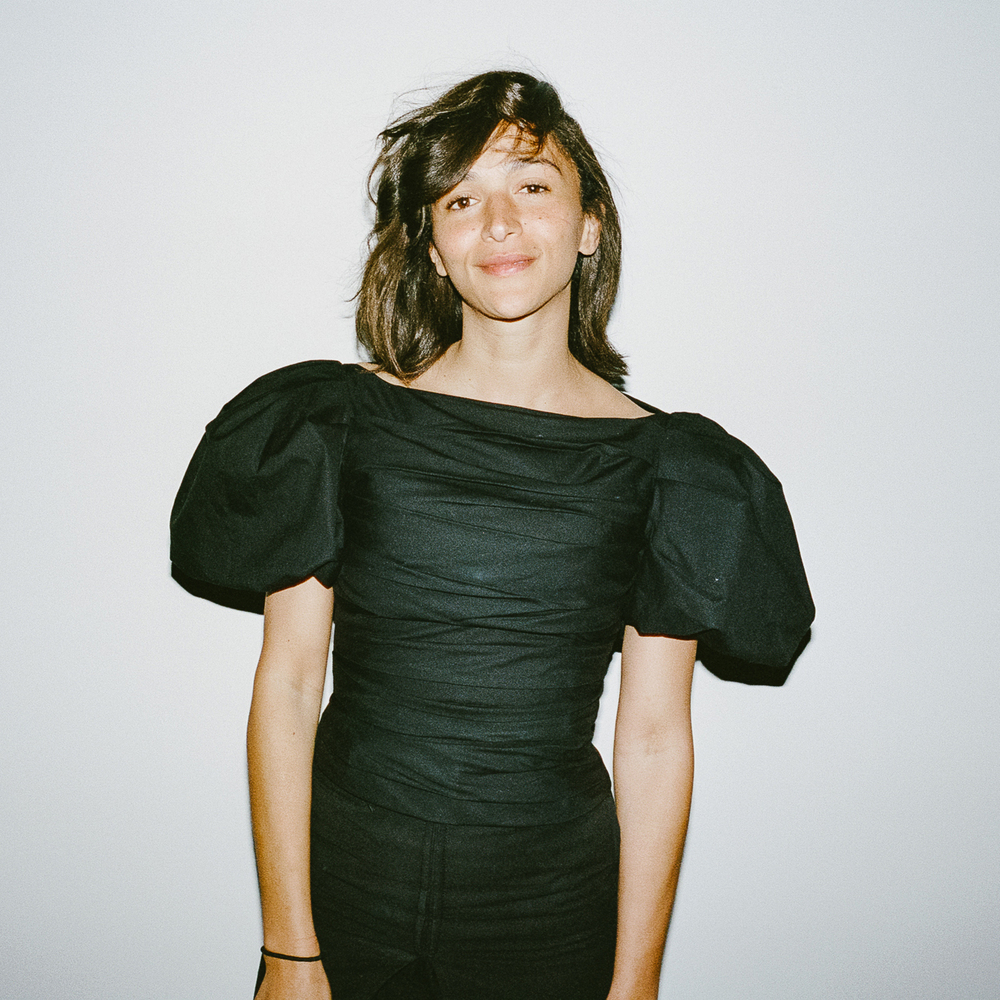
Laila Gohar (2023)

Laila Gohar (* 1988) ist eine ägyptische Köchin und Vertreterin der Food Art, die in New York City lebt und arbeitet.

## Biografie
Laila Gohar, Tochter ägyptischer Eltern, wuchs in Kairo auf. Ihr Vater war Journalist. Im Alter von 18 Jahren ging sie mit einem Stipendium in die USA, um in Miami Bildhauerei und Internationale Beziehungen zu studieren. Nebenbei arbeitete sie in Restaurantküchen. Sie brach das Studium ab und eröffnete in New York ein Studio, in dem Food-Kunstwerke für Galerien, Modemarken und Kunstmessen entstehen. Derzeit (November 2020) arbeitet Gohar an einem Buch und entwirft Dinner-Accessoires.

## Werke (Auswahl)
Zu ihren Kunden zählt Laila Gohar Modemarken wie Comme des Garçons, den Juwelier Tiffany & Co. und Kunstmessen wie die Frieze Art Fair.
Ausgewählte Werke:
- Essbare Installation auf der Art Basel Miami Beach 2018: Nase, Mund und Auge von Michelangelos David aus Butter.
- Romanesco-Pyramide zur Eröffnung der Galeries Lafayette auf den Champs-Élysées 2019.
- „Loaf“, ein Sessel aus Brioche-Broten für die Galerie Friedman Benda im Januar 2020.